# جوناثان بين
جوناثان بين (20 أغسطس 1964 في المملكة المتحدة - ) (بالإنجليزية: Jonathan Bean)‏ هو لاعب كريكت بريطاني. لعب مع Cheshire County Cricket Club ‏.

## وصلات خارجية
- جوناثان بين على موقع إي آس بي آن كريك إنفو (الإنجليزية)